# Deutsches Derby
Deutsches Derby er et galopderby i Tyskland med deltagelse af 3-årige heste af racen engelsk fuldblod. Løbet afvikles hvert år i juli måned på Horner Rennbahn (også kaldet Hamburg-Horn) i Hamborg over en distance på 2.400 meter.
Deutsches Derby er i kategorien Gruppe 1, der er den mest prestigefyldte løbskategori indenfor hestesporten.
Den samlede præmiesum i løbet var i 2012 500.000 euro, med 300.000 euro til vinderen. 

## Historie
Løbet blev afviklet første gang i 1869 og hed oprindeligt Norddeutsches Derby. Løbet antog det nuværende Deutsches Derby i 1889.
I det meste af løbets historie er det blevet afviklet i Hamborg. Det er dog også blevet afviklet i Grunewald (1919), Hoppegarten (1943–44), München (1946) og Köln (1947). Under 2. verdenskrig hed løbet Grosser Deutschlandpreis der Dreijährigen.
Løbet var sponseret af BMW fra 1991 til 2008 og af IDEE Kaffee fra 2009 til 2011. Nuværende sponsor er Sparda Bank (siden 2012).

## Rekorder

### Mest vindendejockey(8 sejre)
- Gerhard Streit – Orgelton (1938), Wehr Dich (1939), Schwarzgold (1940), Magnat (1941), Allgäu (1943), Solo (1946), Mangon (1952), Baalim (1961)

### Mest vindende træner (9 sejre)
- George Arnull – Mah Jong (1927), Alba (1930), Sturmvogel (1935), Orgelton (1938), Wehr Dich (1939), Schwarzgold (1940), Magnat (1941), Allgäu (1943), Alsterblüte (1949)

### Mest vindende ejer (18 sejre)
- Gestüt Schlenderhan – Sieger (1908), Ariel (1914), Marmor (1918), Mah Jong (1927), Alba (1930), Sturmvogel (1935), Orgelton (1938), Wehr Dich (1939), Schwarzgold (1940), Magnat (1941), Allgäu (1943), Alsterblüte (1949), Allasch (1953), Don Giovanni (1969), Alpenkönig (1970), Stuyvesant (1976), Adlerflug (2007), Wiener Walzer (2009)

## Vindere siden 1965
| År   | Vinder        | Jockey               | Træner                | Ejer                   | Tid     |
| ---- | ------------- | -------------------- | --------------------- | ---------------------- | ------- |
| 1965 | Waidwerk      | Johannes Starosta    | Johannes Kuhr         | Gestüt Ravensberg      | 2:33.00 |
| 1966 | Ilix          | Oskar Langner        | Sven von Mitzlaff     | Stall Gamshof          | 2:35.70 |
| 1967 | Luciano       | Lester Piggott       | Sven von Mitzlaff     | Stall Primerose        | 2:32.60 |
| 1968 | Elviro        | Peter Alafi          | Sven von Mitzlaff     | Gestüt Waldfried       | 2:33.40 |
| 1969 | Don Giovanni  | Brian Taylor         | Heinz Jentzsch        | Gestüt Schlenderhan    | 2:33.10 |
| 1970 | Alpenkönig    | Peter Kienzler       | Heinz Jentzsch        | Gestüt Schlenderhan    | 2:32.30 |
| 1971 | Lauscher      | Dave Richardson      | Herbert Cohn          | Gestüt Rösler          | 2:32.80 |
| 1972 | Tarim         | Geoff Lewis          | Georg Zuber           | Fredy Ostermann        | 2:40.20 |
| 1973 | Athenagoras   | Harro Remmert        | Sven von Mitzlaff     | Gestüt Zoppenbroich    | 2:28.80 |
| 1974 | Marduk        | Joan Pall            | Hein Bollow           | Countess Batthyany     | 2:35.20 |
| 1975 | Königssee     | José Orihuel         | Adolf Wöhler          | Gestüt Hohe Weide      | 2:29.80 |
| 1976 | Stuyvesant    | Ralf Suerland        | Heinz Jentzsch        | Gestüt Schlenderhan    | 2:29.10 |
| 1977 | Surumu        | George Cadwaladr     | Adolf Wöhler          | Gestüt Fährhof         | 2:29.70 |
| 1978 | Zauberer      | Bernd Selle          | Heinz Jentzsch        | Gestüt Bona            | 2:43.20 |
| 1979 | Königsstuhl   | Peter Alafi          | Sven von Mitzlaff     | Gestüt Zoppenbroich    | 2:39.00 |
| 1980 | Navarino      | Dave Richardson      | Arthur-Paul Schlaefke | Hugo Einschütz         | 2:48.10 |
| 1981 | Orofino       | Peter Alafi          | Sven von Mitzlaff     | Gestüt Zoppenbroich    | 2:42.00 |
| 1982 | Ako           | Erwin Schindler      | H. G. Heibertshausen  | Steffi Seiler          | 2:40.60 |
| 1983 | Ordos         | Peter Alafi          | Sven von Mitzlaff     | Gestüt Zoppenbroich    | 2:32.50 |
| 1984 | Lagunas       | Georg Bocskai        | Heinz Jentzsch        | Gestüt Fährhof         | 2:40.20 |
| 1985 | Acatenango    | Andrzej Tylicki      | Heinz Jentzsch        | Gestüt Fährhof         | 2:29.40 |
| 1986 | Philipo       | Dave Richardson      | Hartmut Steguweit     | Stall Surinam          | 2:32.40 |
| 1987 | Lebos         | Lutz Mäder           | Bruno Schütz          | Stall Klingenstadt     | 2:34.10 |
| 1988 | Luigi         | Walter Swinburn      | Uwe Ostmann           | Stall Marcassargues    | 2:31.80 |
| 1989 | Mondrian [a]  | Kevin Woodburn       | Uwe Stoltefuss        | Stall Hanse            | 2:33.70 |
| 1990 | Karloff       | Mark Rimmer          | Bruno Schütz          | Stall Steigenberger    | 2:34.90 |
| 1991 | Temporal      | Frankie Dettori      | Bruno Schütz          | Stall Rosita           | 2:31.60 |
| 1992 | Pik König     | Billy Newnes         | Andreas Wöhler        | Albert Darboven        | 2:37.90 |
| 1993 | Lando         | Andrzej Tylicki      | Heinz Jentzsch        | Gestüt Ittlingen       | 2:26.80 |
| 1994 | Laroche       | Stephen Eccles       | Heinz Jentzsch        | Gestüt Ittlingen       | 2:28.40 |
| 1995 | All My Dreams | Kevin Woodburn       | Harro Remmert         | Stall Rheinwiese       | 2:32.85 |
| 1996 | Lavirco       | Torsten Mundry       | Peter Rau             | Gestüt Fährhof         | 2:41.70 |
| 1997 | Borgia        | Olivier Peslier      | Bruno Schütz          | Gestüt Ammerland       | 2:31.04 |
| 1998 | Robertico     | Andrasch Starke      | Andreas Schütz        | Gestüt Hof Vesterberg  | 2:45.12 |
| 1999 | Belenus       | Kevin Darley         | Andreas Wöhler        | Turf Syndikat 99       | 2:25.81 |
| 2000 | Samum         | Andrasch Starke      | Andreas Schütz        | Stall Blankenese       | 2:32.21 |
| 2001 | Boreal        | John Reid            | Peter Schiergen       | Gestüt Ammerland       | 2:37.09 |
| 2002 | Next Desert   | Andrasch Starke      | Andreas Schütz        | Gestüt Wittekindshof   | 2:39.23 |
| 2003 | Dai Jin       | Olivier Peslier      | Andreas Schütz        | WH Sport International | 2:33.47 |
| 2004 | Shirocco      | Andreas Suborics     | Andreas Schütz        | Georg von Ullmann      | 2:39.64 |
| 2005 | Nicaron       | Davy Bonilla         | Horst Steinmetz       | Stall Nizza            | 2:35.42 |
| 2006 | Schiaparelli  | Andrasch Starke      | Peter Schiergen       | Stall Blankenese       | 2:30.94 |
| 2007 | Adlerflug     | Fredrik Johansson    | Jens Hirschberger     | Gestüt Schlenderhan    | 2:36.57 |
| 2008 | Kamsin        | Andrasch Starke      | Peter Schiergen       | Stall Blankenese       | 2:39.29 |
| 2009 | Wiener Walzer | Fredrik Johansson    | Jens Hirschberger     | Gestüt Schlenderhan    | 2:29.56 |
| 2010 | Buzzword      | Royston Ffrench      | Mahmood Al Zarooni    | Godolphin              | 2:29.51 |
| 2011 | Waldpark      | Jozef Bojko          | Andreas Wöhler        | Gestüt Ravensberg      | 2:40.29 |
| 2012 | Pastorius     | Terence Hellier      | Mario Hofer           | Stall Antanando        | 2:32.23 |
| 2013 | Lucky Speed   | Andrasch Starke      | Peter Schiergen       | Stall Hornoldendorf    | 2:27.87 |
| 2014 | Sea The Moon  | Christophe Soumillon | Markus Klug           | Gestut Gorlsdorf       | 2:29.86 |
| 2015 | Nutan         | Andrasch Starke      | Peter Schiergen       | Juergen Imm            | 2:30.54 |

^ Taishan kom først over mållinjen i 1989, men blev tildelt andenpladsen efter løbsledelsens beslutning.

## Tidligere vindere
- 1869: Investment
- 1870: Adonis
- 1871: Bauernfänger
- 1872: Hymenaeus 1
- 1873: Amalie von Edelreich
- 1874: Paul
- 1875: Palmyra / Schwindler 2
- 1876: Double Zero
- 1877: Pirat
- 1878: Oroszvar
- 1879: Künstlerin
- 1880: Gamiani
- 1881: Cäsar
- 1882: Taurus / Trachenberg 2
- 1883: Tartar
- 1884: Stronzian
- 1885: Budagyöngye
- 1886: Potrimpos
- 1887: Zsupan
- 1888: Tegetthoff
- 1889: Uram Batyam
- 1890: Dalberg
- 1891: Peter
- 1892: Espoir
- 1893: Geier / Hardenberg 2
- 1894: Sperber
- 1895: Impuls
- 1896: Trollhetta
- 1897: Flunkermichel
- 1898: Habenichts
- 1899: Galifard
- 1900: Hagen

- 1901: Tuki
- 1902: Macdonald
- 1903: Bono Modo
- 1904: Con Amore
- 1905: Patience
- 1906: Fels
- 1907: Desir
- 1908: Sieger
- 1909: Arnfried
- 1910: Orient
- 1911: Chilperic
- 1912: Gulliver II
- 1913: Turmfalke
- 1914: Ariel
- 1915: Pontresina
- 1916: Amorino
- 1917: Landgraf
- 1918: Marmor
- 1919: Gibraltar
- 1920: Herold
- 1921: Omen
- 1922: Hausfreund
- 1923: Augias
- 1924: Anmarsch
- 1925: Roland
- 1926: Ferro
- 1927: Mah Jong
- 1928: Lupus
- 1929: Graf Isolani
- 1930: Alba
- 1931: Dionys
- 1932: Palastpage

- 1933: Alchimist
- 1934: Athanasius
- 1935: Sturmvogel
- 1936: Nereide
- 1937: Abendfrieden
- 1938: Orgelton
- 1939: Wehr Dich
- 1940: Schwarzgold
- 1941: Magnat
- 1942: Ticino
- 1943: Allgäu
- 1944: Nordlicht
- 1945: ikke afviklet
- 1946: Solo
- 1947: Singlspieler
- 1948: Birkhahn
- 1949: Alsterblüte
- 1950: Niederländer
- 1951: Neckar
- 1952: Mangon
- 1953: Allasch
- 1954: Kaliber
- 1955: Lustige
- 1956: Kilometer
- 1957: Orsini
- 1958: Wilderer
- 1959: Uomo
- 1960: Alarich
- 1961: Baalim
- 1962: Herero
- 1963: Fanfar
- 1964: Zank

1 Primas kom først over mållinjen i 1872, men blev diskvalificeret. Hymenaeus kom samtidig ind som Seemann, men blev tildelt sejren efter lodtrækning.
2 Løbene i 1875, 1882 og 1893 endte med dødt løb og havde fælles vindere.

## Eksterne links
- Wikimedia Commons har flere filer relateret til Deutsches Derby
- Officiel hjemmeside Arkiveret 9. februar 2014 hos  Wayback Machine
- Reportage fra Deutsches Derby 2013 Arkiveret 20. marts 2015 hos  Wayback Machine fra German Racing TV (tysk)